# 天主教圖蘭辛戈總教區
天主教圖蘭辛戈總教區（拉丁語：Archidioecesis Tulancingensis）是墨西哥一個羅馬天主教總教區，下轄兩個教區。1863年1月26日成立，2006年11月25日升為總教區。
教區包括伊達爾戈州卅二市、韋拉克魯斯州三市及普埃布拉州十四市。2010年有教友1,480,845人，佔轄區總人口92.1%。教區下轄八十四個堂區，有170名司鐸。現任教區總主教為多明我·迪亞斯·馬丁內斯。